# Kalkidan Gezahegne

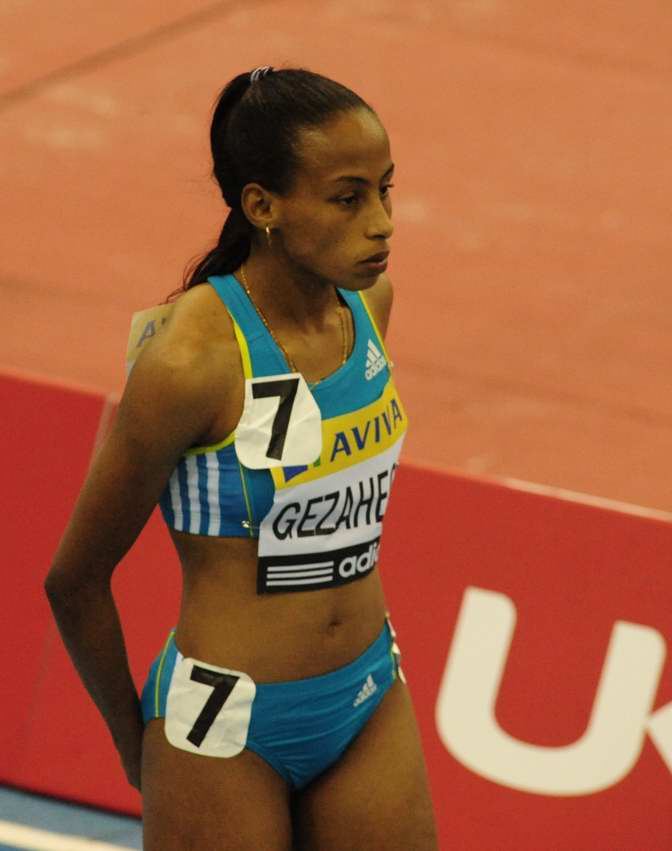
Gezahegn em 2010

Kalkidan Gezahegne (Adis Abeba, 8 de maio de 1991) é uma atleta baremense, medalhista olímpica.
Nos Jogos Olímpicos de Verão de 2020, conquistou a medalha de prata na prova de 10000 metros feminino com o tempo de 29:56.18. Ela representou a Etiópia antes de adquirir a cidadania do Barém em 2013.